# 福岡県立直方高等学校
福岡県立直方高等学校（ふくおかけんりつ のおがたこうとうがっこう）は、福岡県直方市頓野にある公立高等学校。
男子バレーボールの強豪として有名である。

## 設置学科
- 普通科
  - 一般
  - スポーツ科学コース

## 沿革
- 1909年（明治42年） - 鞍手郡直方町日吉（現・直方市日吉町）に福岡県立高等女学校として開校。
- 1948年（昭和23年） - 学制改革により高等学校となり、福岡県立直方女子高等学校に改称。
- 1949年（昭和24年） - 男女共学化し、福岡県立直方高等学校に改称。
- 1958年（昭和33年） - 現在地に移転。
- 1986年（昭和61年） - 普通科体育コースを設置。
- 1989年（平成元年） - 普通科英語コースを設置。
- 2005年（平成17年） - 普通科体育コースを普通科スポーツ科学コースに改称。
- 2007年（平成19年） - 英語コース廃止。
- 2009年（平成21年） - 創立100周年による100周年記念事業を実施。それに伴い特進コースを設置。

## 校訓
礼節 努力 理想

## 校歌
- 作詞: 火野葦平
- 作曲: 古関裕而

## 通学区
一般コースの通学区域は福岡県第十五学区内および周辺地域の以下の市・町。
- 直方市
- 宮若市
- 中間市
- 鞍手郡小竹町・鞍手町
- 遠賀郡水巻町
- 北九州市のうち木屋瀬・香月・千代中学校の校区

スポーツ科学コースは福岡県内全域。

## 部活動
運動部
- 陸上競技部【強化部】
- 男子バレーボール部【強化部】- 春の高校バレー10回出場、高校総体21回出場
- 女子バレーボール部【強化部】- 高校総体1回出場
- 男子バスケットボール部【強化部】
- 女子バスケットボール部【強化部】
- ソフトテニス部
- 弓道部
- 剣道部
- 柔道部
- 硬式野球部【強化部】
- 卓球部
- 水泳部
- サッカー部【強化部】
- 応援部

文化部
- 美術部
- 吹奏楽部
- 茶道部
- コンピューター部
- 写真部
- リビング部
- 放送部
- 書道部
- 華道部
- 自然科学部
- ボランティア部

## 交通アクセス
最寄りの鉄道駅
- 筑豊電鉄「感田駅」より徒歩20分
- JR九州 福北ゆたか線「直方駅」より徒歩25分

最寄りのバス停
- 西鉄バス筑豊
  - 「直方高校」バス停（行先番号1番）
  - 「西鉄直方営業所」バス停より徒歩10分

最寄りの道路
- 福岡県道22号田川直方線（田川直方バイパス）

## 著名な出身者

### 芸能
- 田中彰孝 - ミュージカル俳優（劇団四季）
- 神谷大輔 - 俳優

### マスコミ
- 松尾めぐみ - アナウンサー

### スポーツ
- 田中直樹 - 元バレーボール選手（住友金属ギラソール）
- 古田博幸 - 元バレーボール選手（住友金属ギラソール）
- 木原丈裕 - 元バレーボール選手（サントリーサンバーズ）
- 南桃加 - 元バレーボール選手（日立リヴァーレ）
- 和才奈々美 - 元バレーボール選手（PFUブルーキャッツ）
- 磯野寛晃 - バスケットボール選手（熊本ヴォルターズ）

### 経済
- 岡崎太郎 - 起業家、著作家

## その他
1988年（昭和63年）には高校格差を取り扱ったジェームス三木原作のNHKドラマ「翼をください」に登場する進学校「県立花房高校」のモデルとなった。本校の生徒は直方駅から通学する際、直方駅の東側を南から北に流れる遠賀川にかかる日の出橋の上流側の歩道を歩いて通学している。一方、下流側の歩道は2003年（平成15年）に廃校となった直方東高等学校の生徒が歩いていた。「翼をください」はこの光景を見たジェームス三木によって作られた。